# Edera Cordiale
Edera Cordiale-Gentile (ur. 30 stycznia 1920 w Turynie, zm. 4 kwietnia 1993 w Tortorici) – włoska lekkoatletka specjalizująca się w rzucie dyskiem, dwukrotna uczestniczka letnich igrzysk olimpijskich (Londyn 1948, Helsinki 1952), srebrna medalistka olimpijska z Londynu w rzucie dyskiem.

## Sukcesy sportowe
| Rok  | Miasto   | Zawody               | Konkurencja  | Wynik         |
| ---- | -------- | -------------------- | ------------ | ------------- |
| 1948 | Londyn   | Igrzyska olimpijskie | rzut dyskiem | srebrny medal |
| 1950 | Bruksela | Mistrzostwa Europy   | rzut dyskiem | brązowy medal |
| 1952 | Helsinki | Igrzyska olimpijskie | rzut dyskiem | 14. miejsce   |

## Rekordy życiowe
- rzut dyskiem – 46,19 – Varese 03/08/1950[1]